# حالیا مصلحت وقت در آن می‌بینم
غزلی با مطلعِ «حالیا مصلحت وقت در آن می‌بینم» غزل شمارهٔ ۳۵۵ از دیوانِ حافظ در تصحیحِ محمد قزوینی و قاسم غنی است.

## در اجراها
حسین قوامی در برنامهٔ شمارهٔ ۲۲۶ از مجموعهٔ گل‌های رنگارنگ و برنامهٔ شمارهٔ ۹۶ از مجموعهٔ برگ سبز این غزل را در دستگاهِ سه‌گاه اجرا کرده است.